# 묵기씨
묵기씨(중국어 정체자: 万俟氏, 병음: Mòqí)는 삼국 시대와 진나라 시기의 선비족 지파인 탁발선비의 성씨로서, 오호난화(五胡亂華) 당시에 탁발씨가 중원으로 유입되는 과정에서 흡수된 부족 중 하나로 전해진다. 일부 자손들은 만씨(万氏) 또는 모씨(莫氏)로 바꾸었다.